# Balrog B/S IK
Balrog Botkyrka IK, auch Balrog Botkyrka Södertälje IK, ist ein schwedischer Unihockeyverein aus Botkyrka, einem südlich von Stockholm gelegenen Vorort der Hauptstadt. Der Verein spielt sowohl mit der Damen- als auch mit der Herrenmannschaft in der Saison 2007/08 in der höchsten schwedischen Spielklasse, der Elitserien i innebandy.

Der Verein wurde am 2. Dezember 1984 gegründet und ist heute das Ergebnis des Zusammenschlusses der Vereine Balrog Botkyrka und Södertälje Rockets. Den Namen gab sich der Verein in Anlehnung an die Wesen der Balrogs in J. R. R. Tolkiens Fantasy-Romanen.
Die Heimspiele werden in der Botkyrkahallen ausgetragen.

## Erfolge

### Herren
- Schwedischer Meister: 1993, 1996 und 2004
- Champions Cup: 1993, 1994 und 1996
- Gewinner der Czech Open: 2004

### Damen
- Schwedischer Meister: 2000, 2001, 2002, 2003 und 2009
- Champions Cup: 2001, 2002 und 2003
- Gewinner der Czech Open: 2003

## Bekannte Mitglieder
- Christian Hellström (* 1971), 1990–2005 und 2006–2009 im Verein
- Mika Kohonen (* 1977), von 2000 bis 2004 im Verein
- Emelie Lindström (* 1986), von 2004 bis 2010 im Verein